# Nusakan
β Coronae Borealis (Beta Coronae Borealis, kurz β CrB), auch Nusakan genannt, ist ein Doppelstern im Sternbild Nördliche Krone.
Das Doppelsternsystem liegt 34 Parsec (ca. 112 Lichtjahre) von der Sonne entfernt und weist eine Umlaufzeit von 3849 Tagen (10,54 Jahre) auf. Der Hauptstern β Coronae Borealis A besitzt die 1,7-fache Masse der Sonne, der Begleiter β Coronae Borealis B die 1,3-fache Masse der Sonne. Die Doppelsternnatur von β Coronae Borealis wurde 1907 am Lick-Observatorium entdeckt und war lange Zeit nur spektroskopisch nachweisbar (siehe spektroskopischer Doppelstern). Erst in den 1970er Jahren konnte β Coronae Borealis als enger Doppelstern mit einer Winkeldistanz von 0,25″ aufgelöst werden, und zwar visuell von Paul Couteau mit Hilfe des 50- und 75-cm-Refraktors am Observatorium Nizza (1973) und speckle-interferometrisch von Antoine Labeyrie et al. mit Hilfe des 5-Meter-Hale-Teleskops (1974).
β Coronae Borealis ist zudem ein veränderlicher Stern, die Gesamthelligkeit des Systems schwankt mit einer Periode von 18,487 Tagen zwischen 3,65 mag und 3,72 mag. Die Helligkeitsschwankungen gehen vom Hauptstern β Coronae Borealis A aus, der ein schnell oszillierender Ap-Stern (roAp-Stern) ist und der veränderlichen Sterngruppe der α2-Canum-Venaticorum-Sterne angehört. Sein Spektraltyp wurde auf A9SrEuCr klassifiziert. Messungen mit dem Echelle-Spektrografen UVES am Very Large Telescope haben gezeigt, dass die Radialgeschwindigkeit von β Coronae Borealis A mit einer Periode von 16,2 Minuten oszilliert und das Spektrum eine geringere Häufigkeit von Seltenen Erden als bei anderen roAp-Sternen aufweist. β Coronae Borealis A besitzt ein ausgedehntes, komplexes, fossiles Magnetfeld, das eine Stärke von etwa 900 bis 1100 Gauß (an den Polen 2400 Gauß) hat.
Am 21. August 2016 bekam der Stern von der Internationalen Astronomischen Union den offiziellen, historisch belegten Eigennamen Nusakan. Er leitet sich vom arabischen Ḳasʽat al Masākīn ab, was übersetzt „Schale des Bettlers“ oder „Schüssel des Bettlers“ bedeutet und dort einst die Bezeichnung für das ganze Sternbild war.